# Assemblage

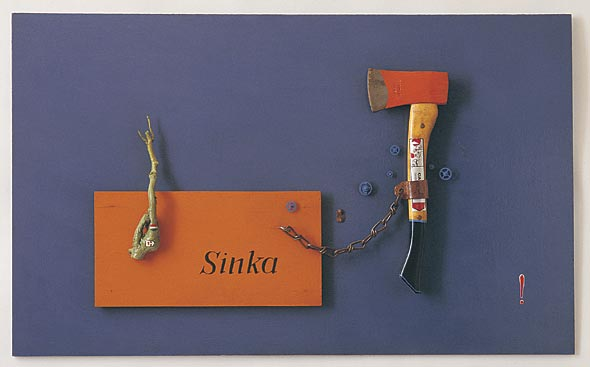
id. Szlávics László Sinka István emlékére
assemblage, 100 x 60 cm, 1975

Az assemblage (magyarosan asszamblázs) vagy új-realizmus a 20. századi vízuális művészeti irányzatok, mint például a pop-art vagy a dadaizmus jellegzetes műfaja. A különféle tárgyak egymáshoz illesztéséből, összerakásából, halmozásából létrehozott háromdimenziós műalkotás, hasonlítható a kollázshoz, de a kollázs kétdimenziós műalkotásától eltérően térbeli kompozíció.
Az assemblage technikáját Pablo Picasso vezette be az 1914-ben született, Abszintos üveg című alkotásával. A kifejezést viszont később, Jean Dubuffet használta először kollázsaira, melyeket assemblages d'empreintes-nek nevezett, majd ezt Marcel Duchamp ready-made-jeire és más, zacskókból, autóroncsokból, székekből, vagy egyéb tárgyakból készült alkotásokra is kiegészítették.  
A kollázs ötletét használja fel, amikor szokatlan, váratlan jelentésű tárgyakat hoz létre, máskor viszont csak plasztikai értékeket hordoz, mint a konstruktivizmus és az absztrakt szobrászat esetében. 
Az assemblage-okat többek között Picasso, Boccioni és Archipenko különféle anyagokból létrehozott munkái ihlették; a kubista kollázsoktól és a dadaista ready-made alkotásokán át végigkövethető az 1960-as évekig. 1961-ben a  Modern Művészeti Múzeum rendezett jelentős kiállítást assemblage alkotásokból, a kiállításon 130 az assemblage-hoz kapcsolható művész összesen 250 művét mutatták be.
A fogyasztói társadalom tárgykultuszával szemben – autó, televízió, mosógép stb. – az új-realizmus a régiségek halmozásával, vagy az abszurd, semmire sem használható gépekkel megsemmisíti a tárgyat, és bírálja annak imádatát. Az assemblage egyik képviselője, Cézar autóroncsokat préselt kockává hatalmas mechanikai nyomással műtermében, hulladékgyűjtő helyen vagy roncstelepen. 
A dadaizmus és a szürrealizmus után a happening révén az USA-ban tért hódító assemblage művészet 1960 körül a pop-art, majd az olasz arte povera közvetítésével terjedt. 

## Galéria

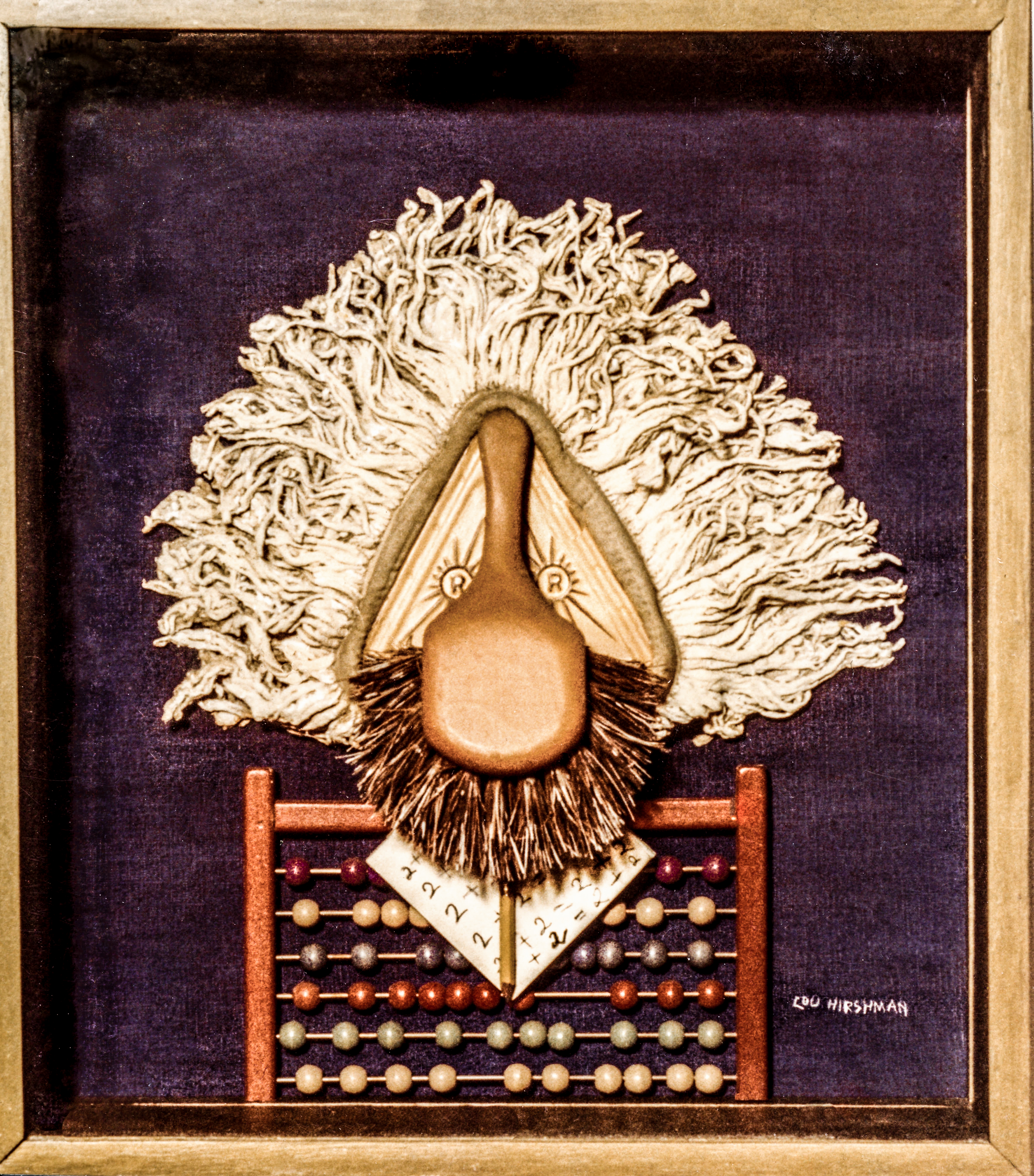
Louis Hirshman Albert Einstein
Robert Rauschenberg Biciklik Berlin, 1998
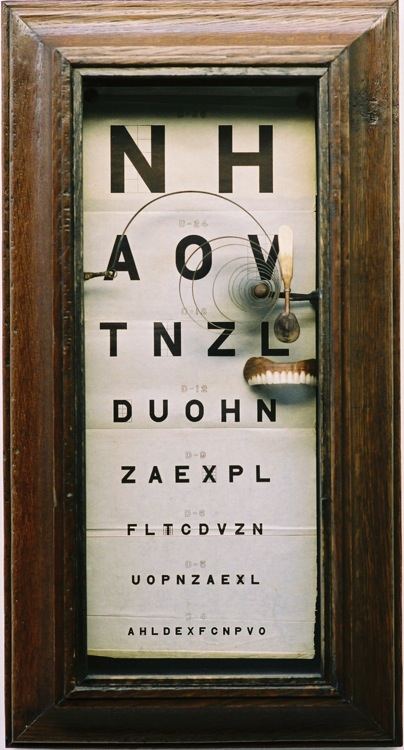
Jeff Wassmann Vorwarts! (2003)